# Jetsun Pema (Bhoutan)
Pour les articles homonymes, voir Jetsun Pema.
Titre
Reine consort du Bhoutan
Depuis le 13 octobre 2011
(13 ans, 7 mois et 28 jours)
Jetsun Pema Wangchuck (en dzongkha : རྗེ་བཙུན་པདྨ), née le 4 juin 1990, est la reine consort du Bhoutan depuis son mariage avec le roi Jigme Khesar Wangchuck.

## Enfance et études
Jetsun Pema est née à l'Hôpital national de référence de Thimphou le 4 juin 1990. Son père, Dhondup Gyaltshen, petit-fils d'un ancien gouverneur de Trashigang, Thinley Topgay (1893-1952), est diplômé du Sherubtse College, à Kanglung et pilote dans l'aviation civile depuis 1989, d'abord chez Druk Air, puis encore jusqu'à aujourd'hui chez Bahrain Air. Sa mère, Aum Sonam Choki, est la fille du Dasho Thinley Namgyal (demi-frère de la reine consort Phuntsho Choden, épouse du roi Jigme Wangchuck et arrière-grand-mère du roi Jigme Khesar Wangchuck), mais elle se considère comme un sujet ordinaire du Bhoutan.
Jetsun est la deuxième d'une fratrie de cinq enfants. Ses quatre frères et sœurs sont : Thinley Norbu (19 ans en 2011), Jigme Namgyel (16 ans en 2011), Yeatso Lhamo (25 ans en 2011, l'aînée) et Serchen Doma (14 ans en 2011),,,.
Elle a commencé ses études à la Sunshine School à Thimphou (1995-1996), à l'école primaire Changangkha (1997-1998) puis au couvent Saint-Joseph à Kalimpong, au Bengale occidental (Inde), en 1999-2000. Elle fait ses études secondaires à la Lungtenzampa Middle Secondary School à Thimphou de 2001 à 2005. Elle déménage et va ensuite à la Lawrence School, à Solan en Inde d'avril 2006 au 31 mars 2008, où elle étudie l'anglais, l'histoire, la géographie, l'économie et la peinture,. Elle poursuit ses études au Regents College, à Londres, où elle se spécialise en relations internationales, avec la psychologie et l'histoire de l'art comme matières secondaires,,.

## Règne

### Mariage
Le 20 mai 2011, lors de l'ouverture de la septième session du Parlement du Bhoutan, le roi Jigme Khesar annonce qu'il va épouser Jetsun Pema en octobre 2011. « Même si elle est jeune, elle est chaleureuse et aimable de cœur et de caractère. Ces qualités, jointes à la sagesse qui viendra avec l'âge et l'expérience, feront d'elle un grand serviteur de la nation », dit-il. Et d'ajouter : « Jetsun Pema est une jeune fille bienveillante, qui me soutient et en qui je peux avoir confiance. Je ne saurais dire quel effet elle fera sur les gens, mais c'est elle l'élue de mon cœur ».
Le roi Jigme Khesar et Jetsun Pema se marient le 13 octobre 2011 à Punakha Dzong, Punakha. Lors de son mariage, des milliers de villageois sont descendus des montagnes et, le Roi-Dragon n'a pas hésité à tenir la main de sa promise en public, ce qui est une première dans un pays où le sentiment amoureux ne s'affiche pas en public.
La célébration du mariage débute à Punakha et se termine par des visites officielles dans différentes parties du pays. Lors de la cérémonie, le roi reçoit la couronne du Druk Gyal-tsuen du Machhen sacré et la donne à Jetsun Pema ; elle est ainsi officiellement proclamée reine du royaume du Bhoutan.
Le mariage a lieu dans un style traditionnel avec les « bénédictions des divinités gardiennes ». Bien que le Bhoutan autorise la polygamie, le roi a dit qu'il n'épousera jamais une autre femme et que Jetsun Pema sera sa seule épouse à l'avenir.
De leur union sont nés trois enfants, portant la qualification d'altesse royale :
- le prince Jigme Namgyel Wangchuck, né le 5 février 2016[9] ;
- le prince Jigme Ugyen Wangchuck, né le 19 mars 2020[10] ;
- la princesse Sonam Yangden Wangchuck, née le 9 septembre 2023.

### Fonctions royales
Après son mariage avec le roi, la reine Jetsun Pema Wangchuck l'a accompagné dans plusieurs voyages à l'étranger, notamment en Inde, à Singapour, au Japon, ainsi qu'au Royaume-Uni. Elle accompagne son mari dans toutes les visites royales à travers le pays.
Jetsun Pema est la mécène de l'Ability Bhutan Society, de la Royal Society for the Protection of Nature, de la Jigten Wangchuck Foundation, de la Croix-Rouge du Bhoutan, et l'ambassadrice d'UNEP OzonAction.

### Titres
- 4 juin 1990 - 13 octobre 2011 : Ashi Jetsun Pema[16].
- depuis le 13 octobre 2011 : Sa Majesté la reine.

## Vie privée
Les intérêts de la reine sont les beaux-arts, la peinture et le basket-ball. Elle a été capitaine de l'équipe de son école dans les championnats de basket-ball. Elle était membre de la fanfare scolaire et participait à des concours de danse occidentale. Outre le dzongkha, la langue nationale du Bhoutan, elle parle couramment l'anglais et l'hindi.

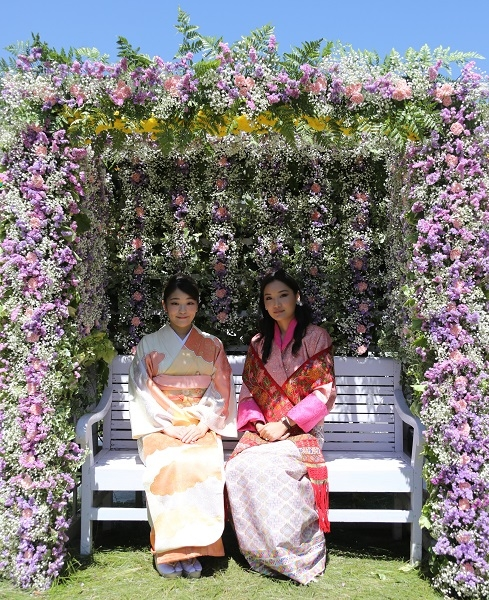
La reine Jetsun Pema (à droite) avec l'ancienne princesse du Japon Mako d'Akishino (à gauche) le 4 juin 2017.